# すもあ
柚希すもあ（ゆずき すもあ、11月21日 - ）は日本の女性アイドルである。所属はCarnival☆Stars 愛称はすもあ。熊本県出身。A型。
| スタブアイコン | サブスタブ | この項目は、まだ閲覧者の調べものの参照としては役立たない、アイドル（グラビアアイドル・ライブアイドル・ネットアイドル・レースクイーン・コスプレイヤーなどを含む）に関連した書きかけの項目です。この項目を加筆・訂正などしてくださる協力者を求めています（P:アイドル/PJ:芸能人）。 |